# O Herre, du som säger
O Herre, du som säger är en psalm av Karl Alfred Melin från 1880. 
Melodin är möjligen en tonsättning (eller bearbetning) av Hans Kugelmann i hans körverk Concentus novi trium vocum accomodati från 1540 och enligt Koralbok för Nya psalmer, 1921 samma melodi som används till den mer välkända ingångspsalmen Upp, psaltare och harpa samt Min själ skall lova Herran, En Fader oss förenar, Gud gav i skaparorden och Han kommer i sin kyrka.

## Publicerad som
- Nr 632 i Nya psalmer 1921, tillägget till 1819 års psalmbok under rubriken "Det Kristliga Troslivet: Troslivet i hem och samhälle: Den kristna skolan".
- Nr 486 i 1937 års psalmbok under rubriken "Skolan".